# Bortigali
Bortigali är en ort och kommun i provinsen Nuoro i regionen Sardinien i sydvästra Italien. Kommunen hade 1 335 invånare (2017).